# Megalastrum acrosorum
Megalastrum acrosorum är en träjonväxtart som först beskrevs av Georg Hans Emmo Wolfgang Hieronymus, och fick sitt nu gällande namn av Alan Reid Smith och R. C. Moran. Megalastrum acrosorum ingår i släktet Megalastrum och familjen Dryopteridaceae. Inga underarter finns listade.